# Sojaboon
De sojaboon is een peulvrucht, afkomstig van de sojaplant (Glycine max), die als grondstof voor veel sojaproducten wordt gebruikt. Soja bevat 19% vet en 35% eiwit. Sojaolie is, na palmolie, de meest geconsumeerde plantaardige olie wereldwijd.
Gecultiveerde sojabonen zijn meestal geel, maar er bestaan ook zwarte, bruine en groene rassen.

## Geschiedenis

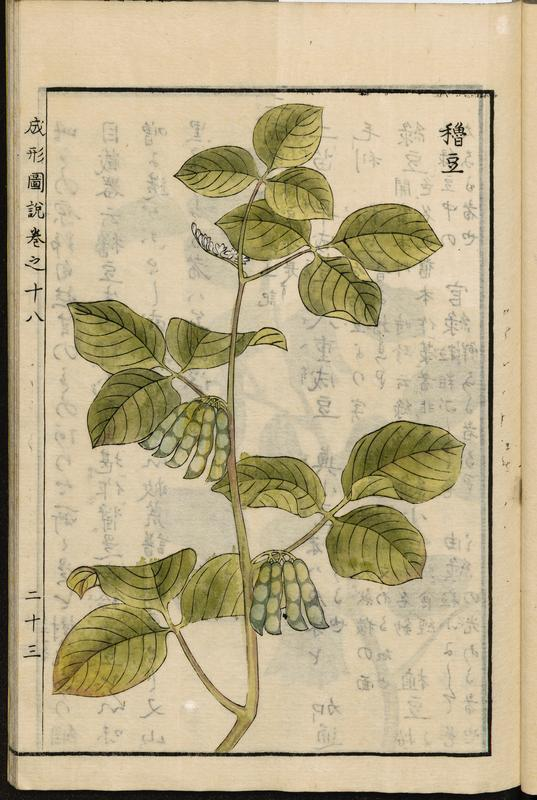
Illustratie van een sojaboon, afkomstig uit de landbouw-encyclopedie Seikei Zusetsu (1804)

De sojaboon komt oorspronkelijk uit het Verre Oosten. Daar is de soort al duizenden jaren (de vroegste datering stamt het jaar 2838 voor Christus, volgens het boek van 'Ben cao gang mu 本草纲目', geschreven in 1578 op basis van het boek Shennong ben cao jing van Shennong) een belangrijk bestanddeel van het voedselpakket en werd in het Chinese keizerrijk zelfs beschouwd als een van de vijf heilige gewassen, naast rijst, tarwe, gerst en gierst.

## Bestanddelen
Soja bevat 19% vet en 35% eiwit. Belangrijke eiwitten in soja zijn lecithine, lectine en Bowman-Birk inhibitor. Lecithine is een stof die cholesterol in oplossing houdt (een zogenoemde emulgator). Hierdoor kan het hart- en vaatklachten verminderen. Soja bevat net als andere peulvruchten de giftige stof lectine. De consumptie van rauwe, kort geblancheerde of te kort gekookte, verse bonen als snack of bijgerecht kan daardoor leiden tot buikklachten, koorts en diarree en schade aanrichten aan de darmen en nieren. Soja bevat ook Bowman-Birk inhibitor. Dit eiwit staat bekend om zijn positieve, anti-carcinogene en ontstekingsremmende werking.

## Verwerking
Het proces van verwerking van de sojaboon begint met het verwijderen van de hullen (5% van het totale gewicht van de verse sojaboon) die gebruikt worden als ingrediënt in diervoeding. De gepelde bonen worden dan plat gewalst om de celwand te breken, de olie (ongeveer 19-20% van het gewicht van de sojaboon) wordt geëxtraheerd met behulp van organische oplosmiddelen (hexaan). Het sojaschroot dat achterblijft na het verwijderen van de organische oplosmiddelen wordt direct vermalen tot sojameel. Dat meel dient als eiwitrijke grondstof voor voornamelijk veevoeder, maar ook voor producten voor menselijke consumptie.

## Gebruik

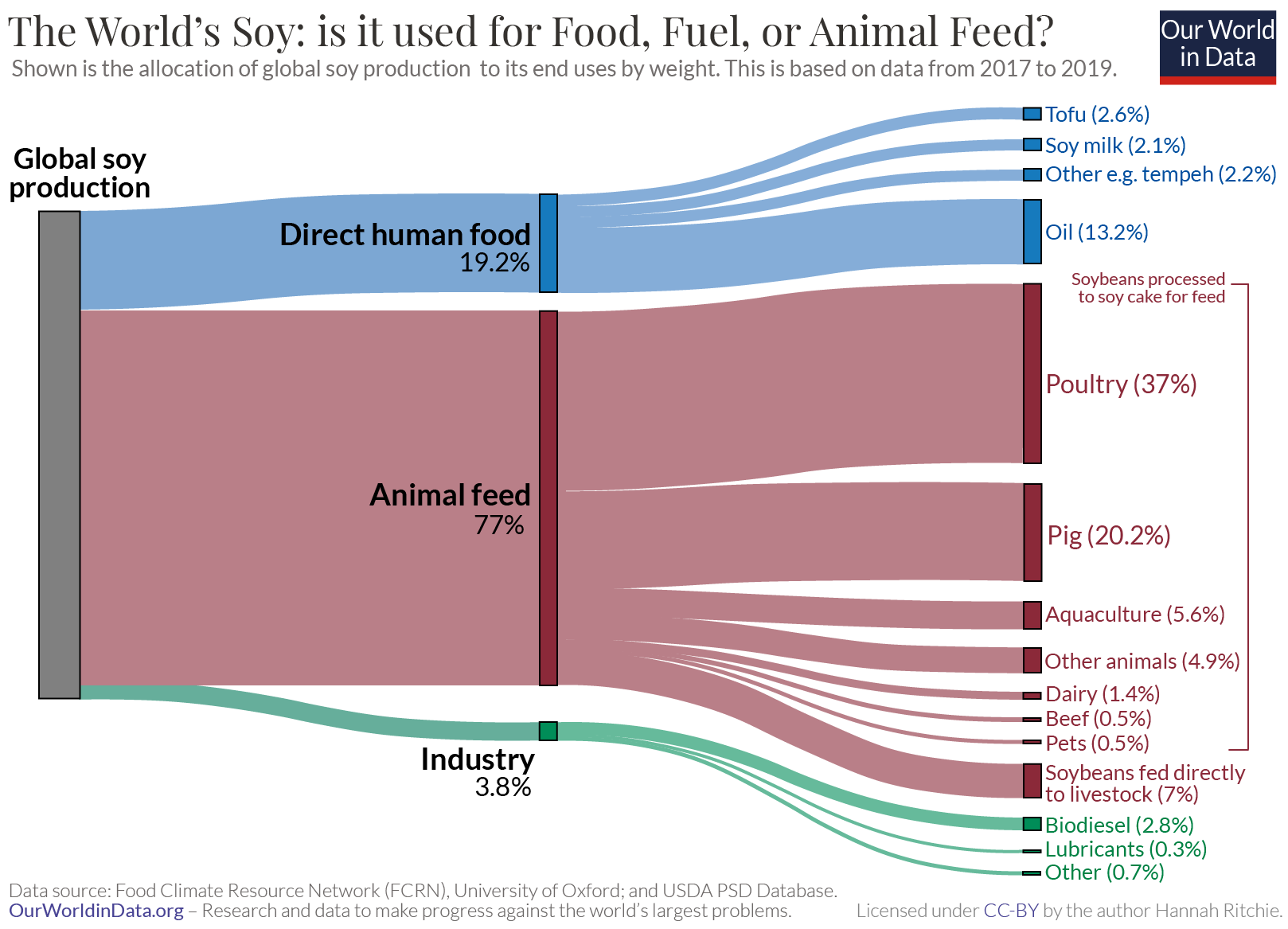
Opdeling van het gebruik van soja in 2018

In Oost- en Zuidoost-Azië wordt de sojaboon grotendeels voor menselijke consumptie gebruikt, onder meer in de vorm van tofoe, tempé, sojasaus, sojamelk en sojaolie. In Japan is kinako (geroosterde sojameel) een erg geliefde topping over veel soorten wagashi (Japanse zoetwaren).
In de westelijke wereld wordt de boon hoofdzakelijk gebruikt voor de productie van plantaardige olie en veevoeder. De meeste soja, wordt gebruikt voor veevoer. Voor een kilo vlees (eiwit) is zo'n twee tot vijf kilo krachtvoer nodig. Dat voer bestaat voor 10 tot 20% uit speciaal daarvoor geproduceerd sojaschroot. Nederland is na China de grootste importeur van soja ter wereld. Vanuit Nederland wordt een groot deel van de Noordwest-Europese intensieve veehouderij (kippen, varkens, kalveren) van veevoer voorzien.

## Productie

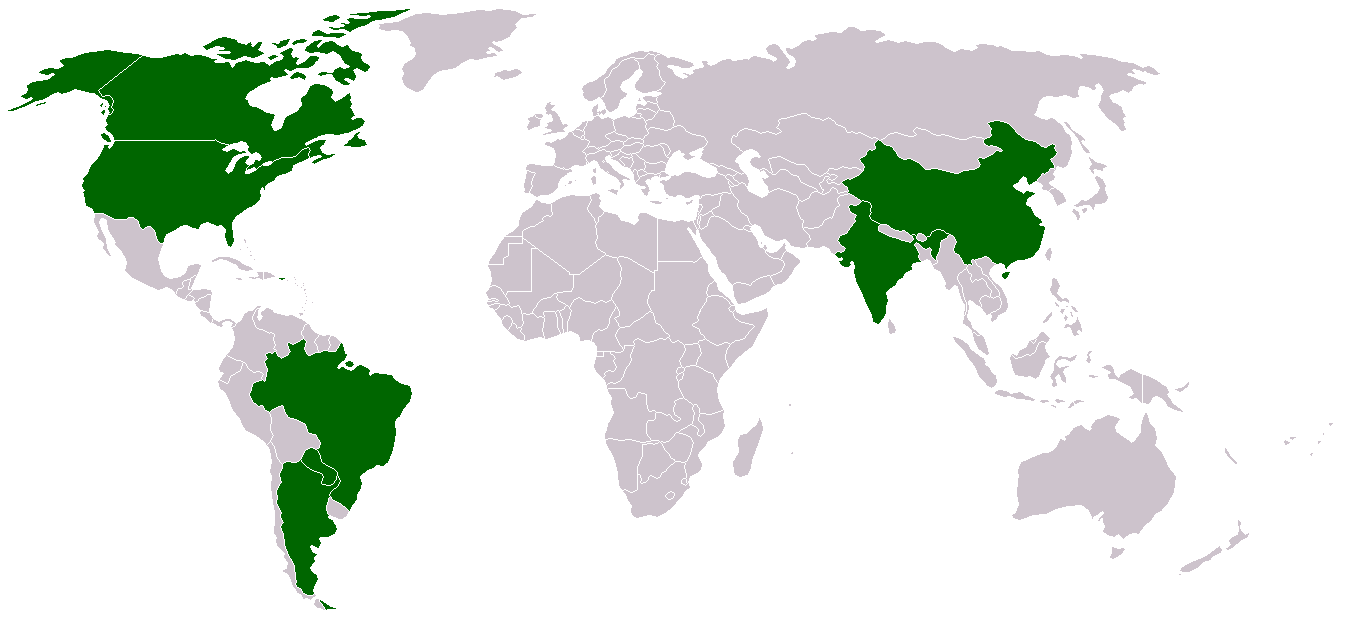
Kaart van de landen met de grootste sojaproductie

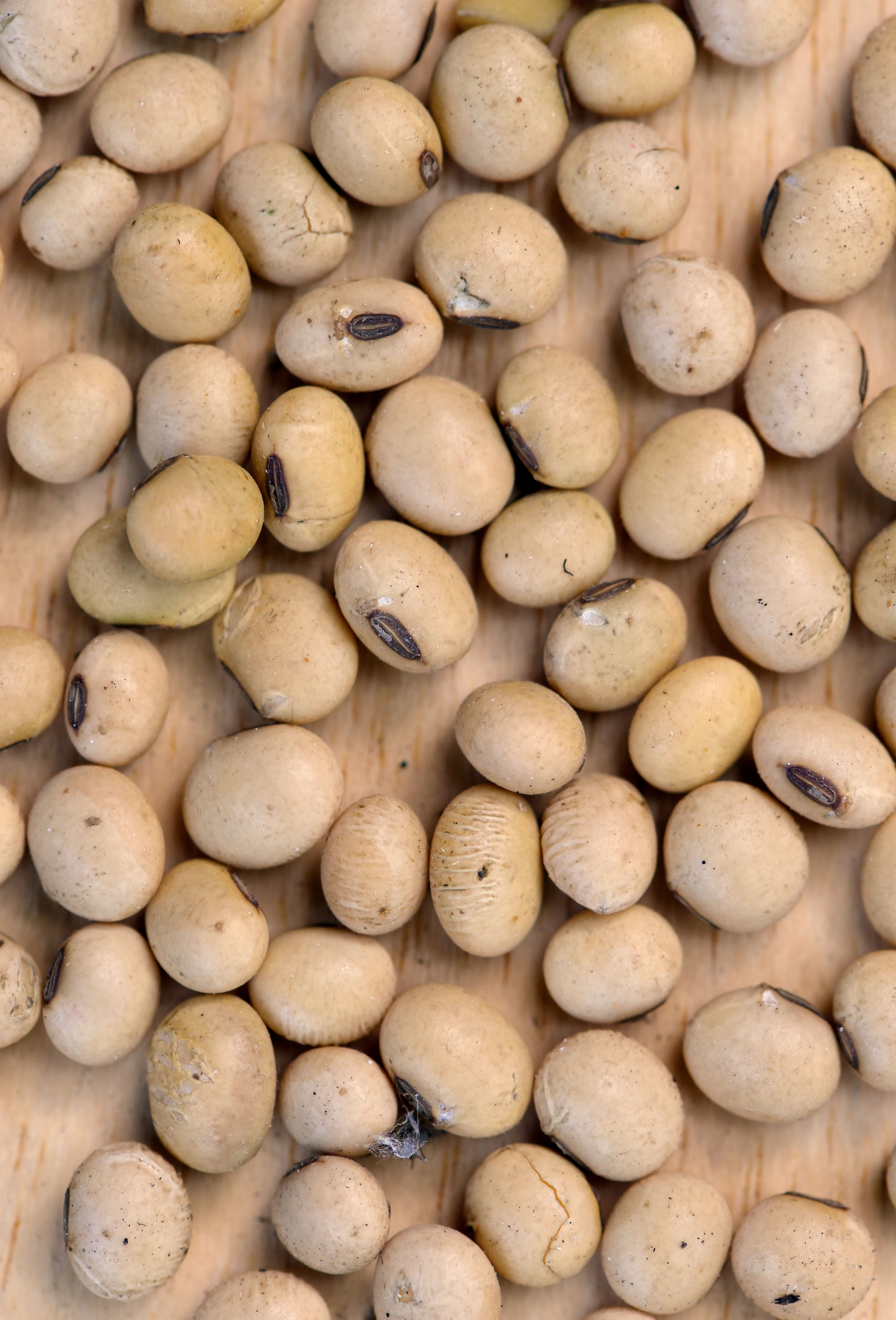
Ras Adsoy

Tot 1995 waren de Verenigde Staten de belangrijkste producent en exporteur van soja. Sinds 1995 breidt het soja-areaal in Zuid-Amerika zich sterk uit. Dit brengt ernstige sociale en milieuproblemen met zich mee, zoals werkloosheid, verminderde voedselzekerheid, onteigening van land, aantasting van natuurreservaten, ontbossing, erosie en watervervuiling door landbouwchemicaliën.
| Topproducenten van sojaboon 2018 | Topproducenten van sojaboon 2018 |
| Land                             | Productie (ton)                  |
| -------------------------------- | -------------------------------- |
| Verenigde Staten                 | 123.664.230                      |
| Brazilië                         | 117.887.672                      |
| Argentinië                       | 37.787.927                       |
| China                            | 14.189.217                       |
| India                            | 13.786.000                       |
| Paraguay                         | 11.045.971                       |
| Canada                           | 7.266.600                        |
| Oekraïne                         | 4.460.770                        |
| Rusland                          | 4.026.850                        |
| Bolivia                          | 2.942.131                        |

Ook in Europa wordt soja geteeld, vooral in het Donaubekken en in Oekraïne. In Nederland wordt geëxperimenteerd met vroege rassen, zoals Adsoy. Het zaaizaad moet geïnoculeerd worden met de stikstofbindende bacterie Bradyrhizobium japonicum, omdat deze in Nederland niet in de grond voorkomt. De gemiddelde opbrengst in Nederland is ongeveer 3000 kg per ha.
| Sojaboonproductie en -areaal in de Europese Unie in 2020 | Sojaboonproductie en -areaal in de Europese Unie in 2020 | Sojaboonproductie en -areaal in de Europese Unie in 2020 | Sojaboonproductie en -areaal in de Europese Unie in 2020 |
| Lidstaat                                                 | Productie (ton)                                          | Oppervlakte (ha)                                         | Opbrengst (t/ha)                                         |
| -------------------------------------------------------- | -------------------------------------------------------- | -------------------------------------------------------- | -------------------------------------------------------- |
| Italië                                                   | 965.440                                                  | 256.130                                                  | 3,77                                                     |
| Frankrijk                                                | 406.440                                                  | 186.950                                                  | 2,17                                                     |
| Roemenië                                                 | 305.670                                                  | 165.460                                                  | 1,85                                                     |
| Kroatië                                                  | 267.600                                                  | 86.300                                                   | 3,10                                                     |
| Oostenrijk                                               | 202.500                                                  | 68.500                                                   | 2,96                                                     |
| Hongarije                                                | 171.560                                                  | 59.160                                                   | 2,90                                                     |
| Slowakije                                                | 129.200                                                  | 51.070                                                   | 2,53                                                     |
| Duitsland                                                | 90.500                                                   | 33.800                                                   | 2,68                                                     |
| Tsjechië                                                 | 33.020                                                   | 14.150                                                   | 2,33                                                     |
| Polen                                                    | 16.230                                                   | 7.870                                                    | 2,06                                                     |
| Bulgarije                                                | 6.000                                                    | 4.500                                                    | 1,33                                                     |
| Slovenië                                                 | 5.020                                                    | 1.640                                                    | 3,06                                                     |
| Spanje                                                   | 4.520                                                    | 1.450                                                    | 3,12                                                     |
| Litouwen                                                 | 2.560                                                    | 2.070                                                    | 1,24                                                     |
| Griekenland                                              | 1.610                                                    | 800                                                      | 2,01                                                     |
| Luxemburg                                                | 30                                                       | 10                                                       | 3,00                                                     |
| Europese Unie                                            | 2.607.900                                                | 939.860                                                  | 2,77                                                     |

Europese groothandelsprijzen schommelden in 2021 tussen 400 en 800 euro per ton.

## Genetische modificatie (GGO)
Daarnaast is de sojaboon vaak in opspraak vanwege genetische modificatie. Om die reden gebruiken Europese fabrikanten nauwelijks meer sojaolie in voedingsmiddelen. Veevoer bevat echter wel hoge percentages genetisch gemodificeerde soja. Producten met het EKO-keurmerk voor menselijke consumptie bevatten geen genetische gemodificeerde soja. De niet-gemodificeerde sojabonen worden voor een groot deel geïmporteerd uit Brazilië. Gemodificeerde soja komt voornamelijk uit Argentinië.
Onderzoek wijst uit dat genetisch gemodificeerde gewassen zorgen voor hogere opbrengsten dan conventionele gewassen. Eerder had het blad The Independent geschreven dat uit onderzoek van de universiteiten van Nebraska en Kansas het omgekeerde zou blijken. Barney Gordon, uitvoerder van dat onderzoek, reageerde dat die conclusie niet uit zijn onderzoek getrokken kon worden en noemde het artikel van The Independent "een goed voorbeeld van onverantwoorde journalistiek". Monsanto zette de foute interpretatie van de onderzoeksgegevens vervolgens uiteen.

## Allergie
Sommige mensen kunnen allergisch reageren op de eiwitten in soja. Dit kan zich onder meer uiten in orale allergie (jeuk in de mond), urticaria (bulten), roodheid en/of jeuk van de huid, die optreedt binnen een uur na consumeren van de bonen. Zeer uitzonderlijk kan een gevaarlijker reactie optreden, namelijk een anafylactische shock, die onmiddellijke medische behandeling vereist. Bij baby's kan soja-allergie zich uiten in de vorm van eczeem.

## Gezondheid
Vanwege de relatief hoge aanwezigheid van isoflavonen in soja is veel onderzoek gedaan naar mogelijke hormoonverstorende effecten. Omdat isoflavonen voorbij de placenta kunnen, heeft de Nederlandse Gezondheidsraad uit voorzorg voor zwangeren een bovengrens van 1 mg isoflavonen per kg lichaamsgewicht vastgesteld. Effect op schildklierhormonen fT3 en fT4 is niet aanwezig. Sojainname doet TSH licht stijgen, maar klinische significantie is onduidelijk.

## Rassen
(Incomplete) lijst van sojarassen in alfabetische volgorde 
- Abelina
- Adsoy
- Alexa
- Amandine
- Amarok
- Edamamme
- Es Comandor
- Merlin
- Obelix
- Regin
- Summer Shell
- Viola

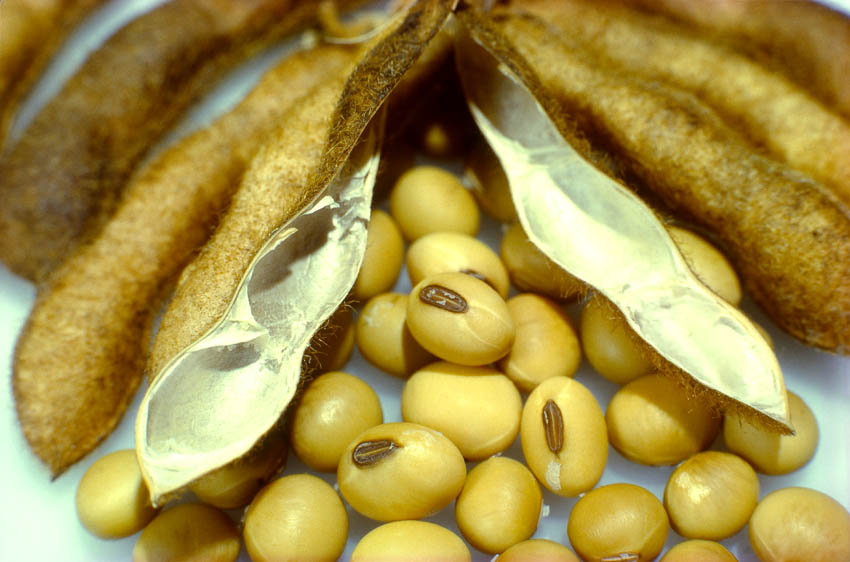
Sojabonen en peulen
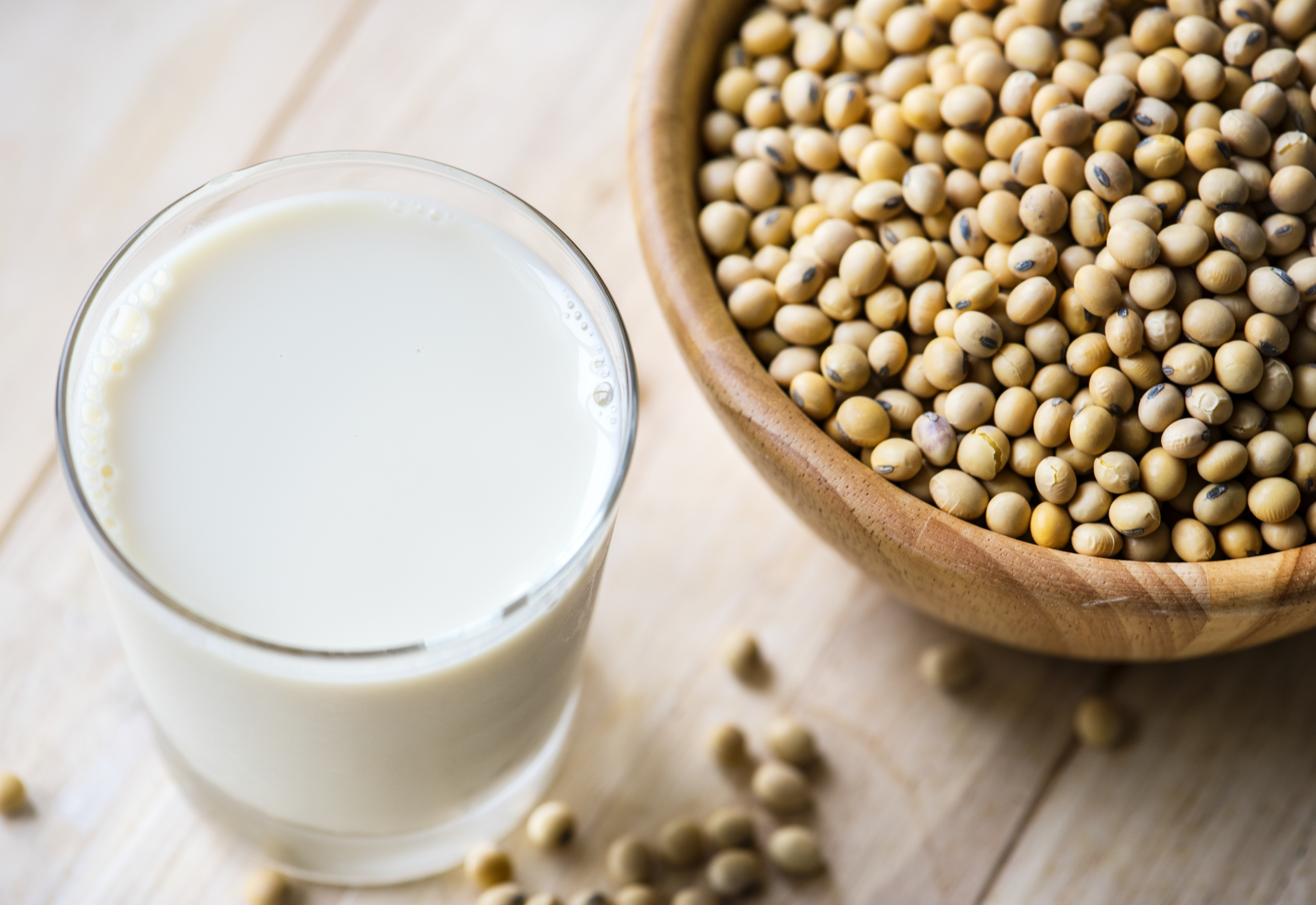
Sojabonenmelk en bonen
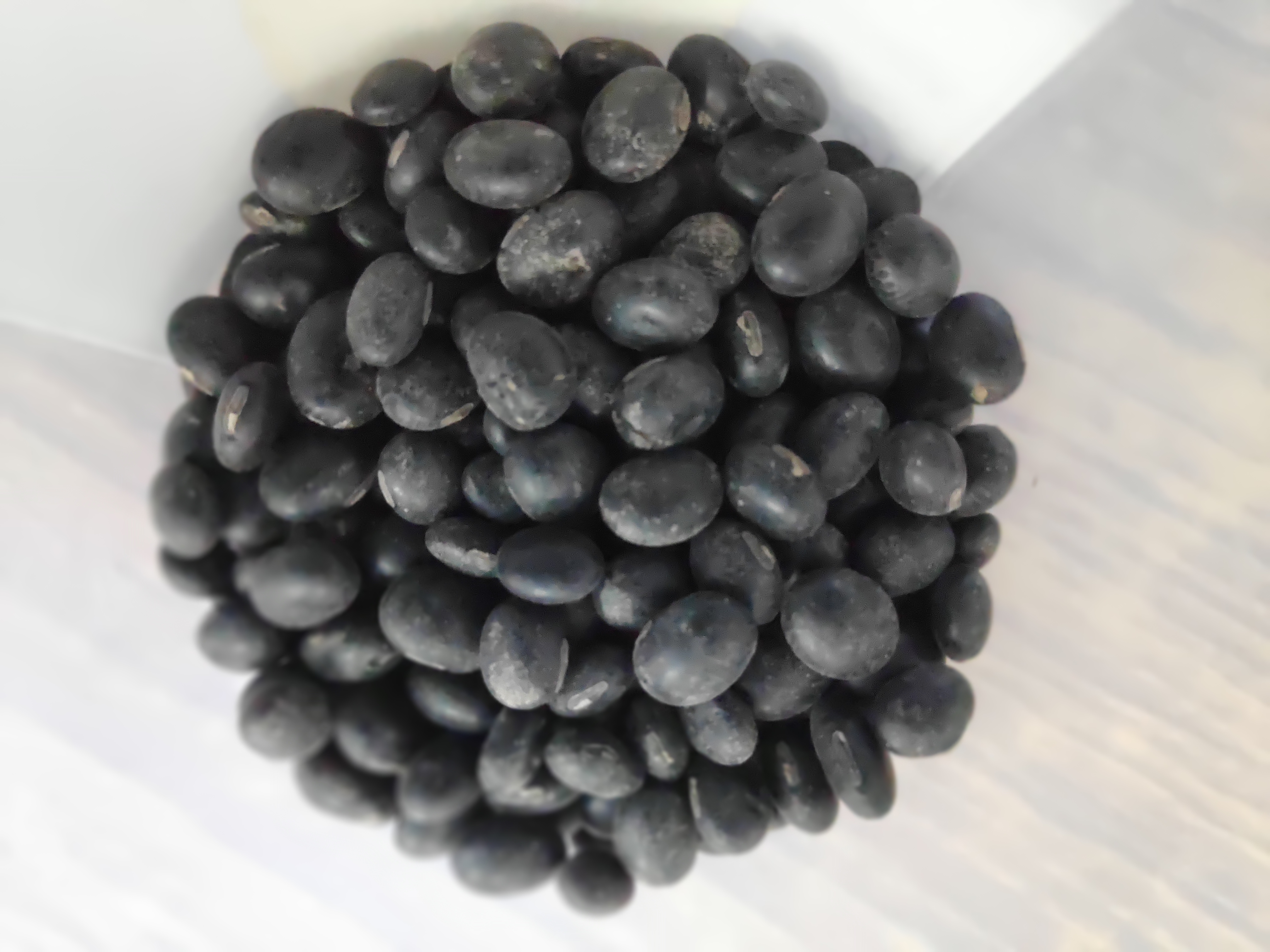
Zwarte sojabonen
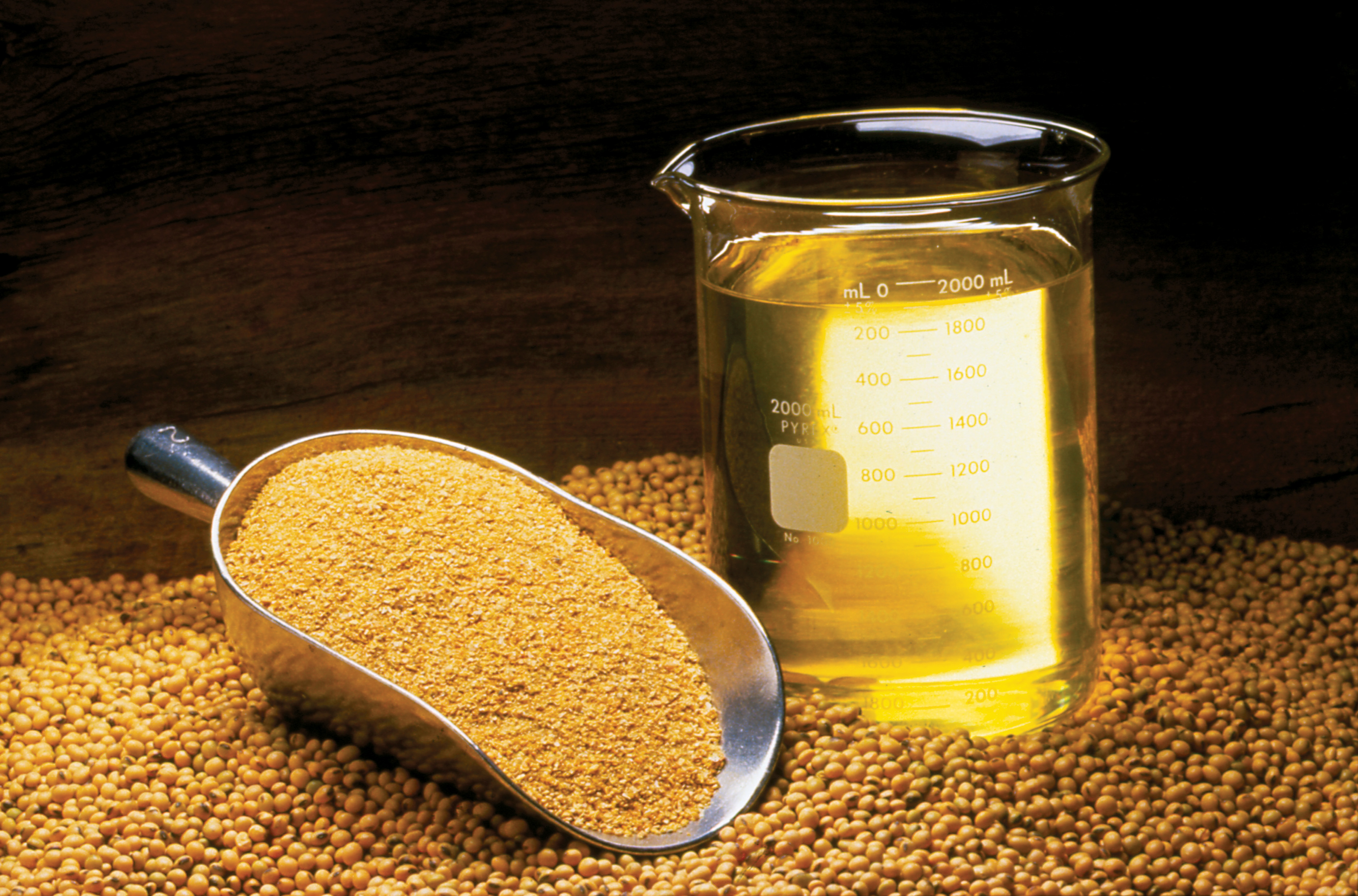
Sojabonen, meel en olie
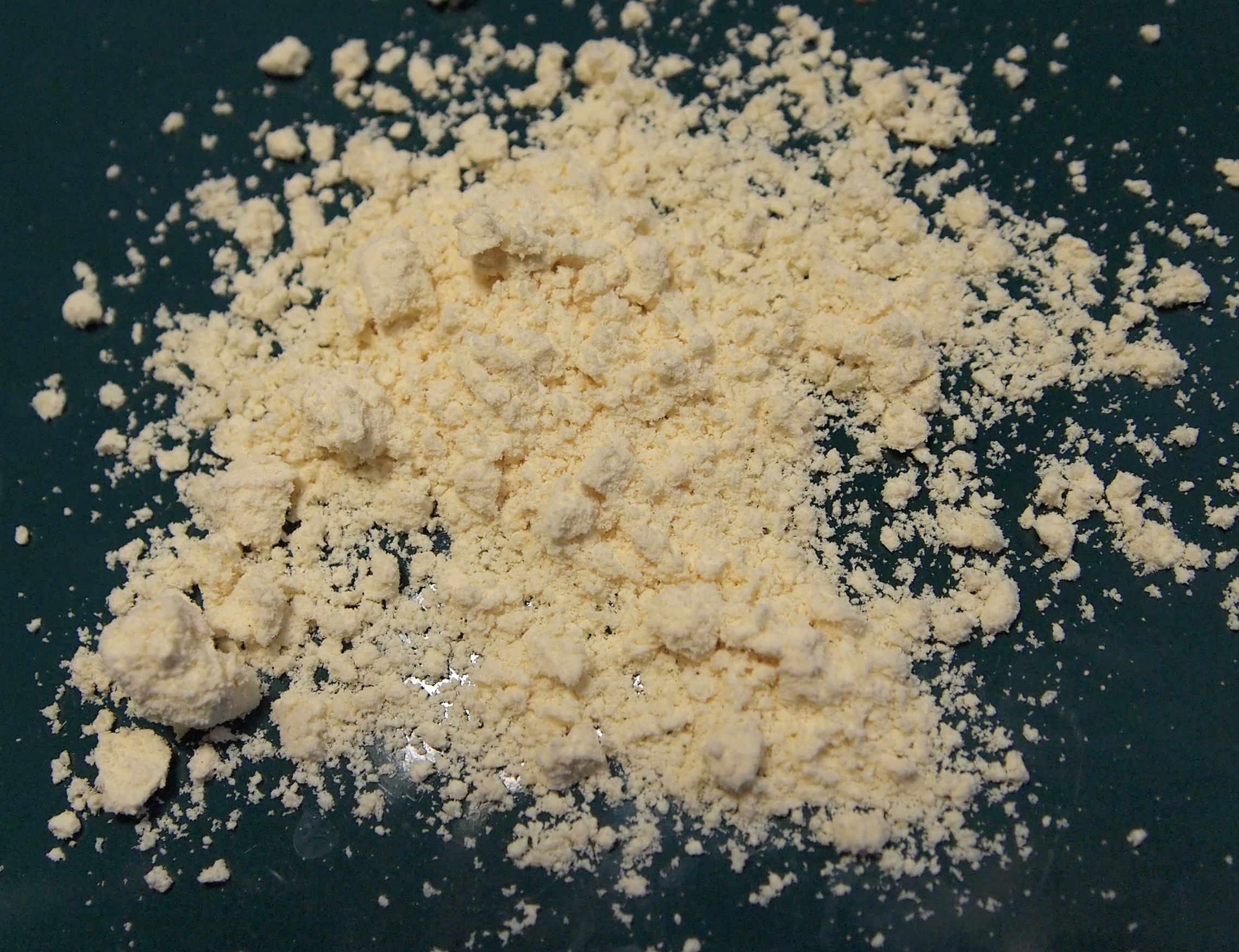
Meel
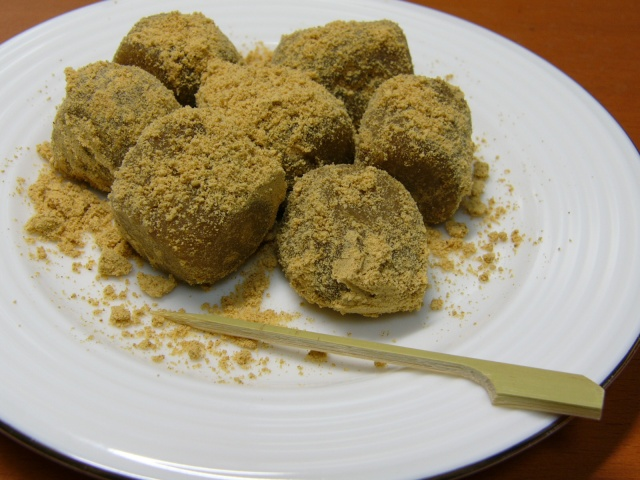
Kinako (geroosterde sojameel) als topping over dango